# República Socialista Soviética de Bielorrusia
La República Socialista Soviética de Bielorrusia, abreviado como RSS de Bielorrusia (en bielorruso: Беларуская Савецкая Сацыялістычная Рэспубліка; en ruso: Белору́сская Сове́тская Социалисти́ческая Респу́блика), comúnmente referida como Bielorrusia Soviética, fue una de las quince repúblicas constituyentes de la antigua Unión Soviética. Fue, además, uno de los cuatro miembros fundadores de la URSS en 1922, junto con la RSS de Ucrania, la RSFS de Transcaucasia y la RSFS de Rusia.
La república estaba en la zona oeste de la Unión Soviética y su capital era Minsk. La RSS de Bielorrusia fue creada el 1 de enero de 1919 como «República Soviética Socialista de Bielorrusia», pero esta desaparecería el 27 de febrero para formar la República Socialista Soviética Lituano-Bielorrusa; la república fue refundada como república socialista soviética de Bielorrusia el 31 de julio de 1920 y desaparecería el 26 de diciembre de 1991, con la disolución de la Unión Soviética.

## Historia

### Fundación
Después de la Revolución de Octubre en Rusia; acontecida el 25 de octubre (7 de noviembre) de 1917, el Sóviet de Diputados Obreros y Soldados de Minsk tomó la administración de la ciudad. El Congreso Panruso de los Sóviets bolchevique declaró la creación del Óblast Occidental, que unificó las gobernaciones de Vilna, Vítebsk, Mogilev y Minsk que no estaban ocupadas por el ejército alemán, para administrar las tierras bielorrusas en la zona del frente. El 26 de noviembre (6 de diciembre), el comité ejecutivo de Diputados Obreros, Campesinos y Soldados del Óblast Occidental se fusionó con el comité ejecutivo del frente occidental, creando un único Obliskomzap. Durante el otoño de 1917 y el invierno de 1918, la región occidental estuvo dirigida por Aleksandr Miasnikián como jefe del Comité Militar Revolucionario del óblas occidental, quien delegó esta responsabilidad a Kārlis Landers. Al final de la Primera Guerra Mundial, el territorio de lo que posteriormente fue Bielorrusia fue invadido por los Imperios Centrales en dos ocasiones: en 1917 y en 1918 tras una ruptura del Tratado de Brest-Litovsk. El 25 de marzo de 1918, representantes del movimiento nacional bielorruso, bajo la ocupación alemana, anunciaron la creación de una República Popular Bielorrusa independiente. Después de la derrota de Alemania en la guerra y la evacuación de las tropas alemanas en diciembre de 1918, la mayor parte del territorio de la BNR fue ocupado por el Ejército Rojo, el gobierno de la BNR se trasladó a Grodno y posteriormente se ubicó parcialmente en Kovno. 
El 11 de septiembre de 1918, el Sóviet Militar Revolucionario ordenó la creación de la región de Defensa Occidental en el Óblast Occidental a partir de las fuerzas de la Cortina que estaban estacionadas allí. Simultáneamente, el Consejo reorganizó el Óblast Occidental como una Comuna Occidental. Después de que Alemania fuera derrotada en la Primera Guerra Mundial, anunció su evacuación de los territorios ocupados.A principios de 1919, las estructuras políticas y sociales bielorrusas tenían diferentes puntos de vista sobre la cuestión de la creación del Estado bielorruso. El Comité Ejecutivo Regional Occidental y el Comité Regional Noroeste del PCR(b) se opusieron a su creación, mientras que los refugiados étnicos bielorrusos en Petrogrado, Moscú y otras ciudades crearon sus propias organizaciones sociopolíticas influyentes e insistieron en la autodeterminación. El 24 de diciembre, en una reunión del Comité Central del PCR(b) se discutió la cuestión de la creación de un Estado soviético bielorruso. El 25 de diciembre, el Comisario del Pueblo para las Nacionalidades, Iósif Stalin, mantuvo conversaciones con Dmitri Zhilunóvich y Aleksandr Miasnikián y les informó de la decisión del Comité Central del PCR(b) de apoyar la creación de la república.
Alentada por su éxito, la Sexta Conferencia del Partido del Óblast Occidental se reunió en Smolensk los días 30 y 31 de diciembre de 1918 y anunció la creación de un partido autónomo, el Partido Comunista de Bielorrusia (bolchevique), dentro del Partido Comunista Ruso (b), proclamándose primer congreso del PCB(b). Al día siguiente, se proclamó en Smolensk la República Socialista Soviética de Bielorrusia, poniendo fin a la Comuna Occidental, y el 7 de enero se trasladó a Minsk. Aleksandr Miasnikián asumió la presidencia del Comité Ejecutivo Central Panbielorruso y Zmięr Zhylunovich la del gobierno provisional. En la tarde del 1 de enero de 1919 se leyó en la radio el “Manifiesto del Gobierno Soviético Provisional de Obreros y Campesinos de Bielorrusia”. El manifiesto fue elaborado a toda prisa y por sólo cinco miembros del gobierno, primero en ruso y luego traducido al bielorruso. Esta fecha se considera la fecha de la proclamación de la República Soviética de Bielorrusia. El 3 de enero de 1919, el comité ejecutivo regional de la Región Occidental y el frente se disolvieron, transfiriendo el poder al gobierno provisional de la RSS de Bielorrusia. El 5 de enero de 1919, el gobierno de la RSS de Bielorrusia se trasladó de Smolensk a Minsk. Posteriormente, el nombre de la república cambió de "República Soviética Socialista de Bielorrusia" a "República Socialista Soviética de Bielorrusia". El territorio de Bielorrusia se dividió tras la Paz de Riga de 1921; Bielorrusia no recuperaría sus territorios occidentales hasta 1939 cuando la Unión Soviética recuperó estos y los territorios occidentales de Ucrania que habían sido ocupados por la Segunda República polaca desde la Guerra polaco-soviética.

### Periodo de entreguerras
En diciembre de 1922, la RSS de Bielorrusia se unió junto a la RSFS de Rusia, la RSS de Ucrania y la RSFS de Transcaucasia para formar a la Unión de Repúblicas Socialistas Soviéticas. En febrero de 1921, abril de 1924 y diciembre de 1926, respectivamente, parte del territorio de la RSFS de Rusia, es decir, partes de los óblasts de Vítebsk, Smolensk y Gómel, fueron incorporadas a la RSS de Bielorrusia. De esta manera, el territorio de la RSS de Bielorrusia aumentó más del doble y su frontera oriental empezó a corresponder a la frontera oriental de la actual Bielorrusia. En términos económicos, la república dedicó la mayor parte de su esfuerzo en restaurar y reparar la industria dañada por la guerra (si en 1923 solo había 226 telas y fábricas, para 1926 la cifra ascendió a 246; sin embargo, la mano de obra empleada pasó de 14,000 a 21,300 trabajadores). La industria alimentaria se construyó como la principal, seguida de las metalmecánicas y madereras. Una mayor concentración se centró en el sector local y privado, según lo permitía la Nueva Política Económica de la URSS; en 1925, estos ascendían a 38 500 trabajadores, que empleaban a casi 50,000 personas. La mayoría eran talleres textiles, aserraderos y herrerías. El 11 de abril de 1927, la república adoptó su nueva Constitución, armonizando sus leyes con las de la URSS y El 15 de marzo de 1935, por sus logros en la construcción socialista y el desarrollo de la economía nacional, la RSS de Bielorrusia recibió la Orden de Lenin. Hasta 1936, los idiomas oficiales de la república, junto con el bielorruso y el ruso, eran el polaco y el yidis; el lema "¡Proletariados del mundo, uníos!" " estaba en el escudo de armas de la RSS de Bielorrusia en los cuatro idiomas.

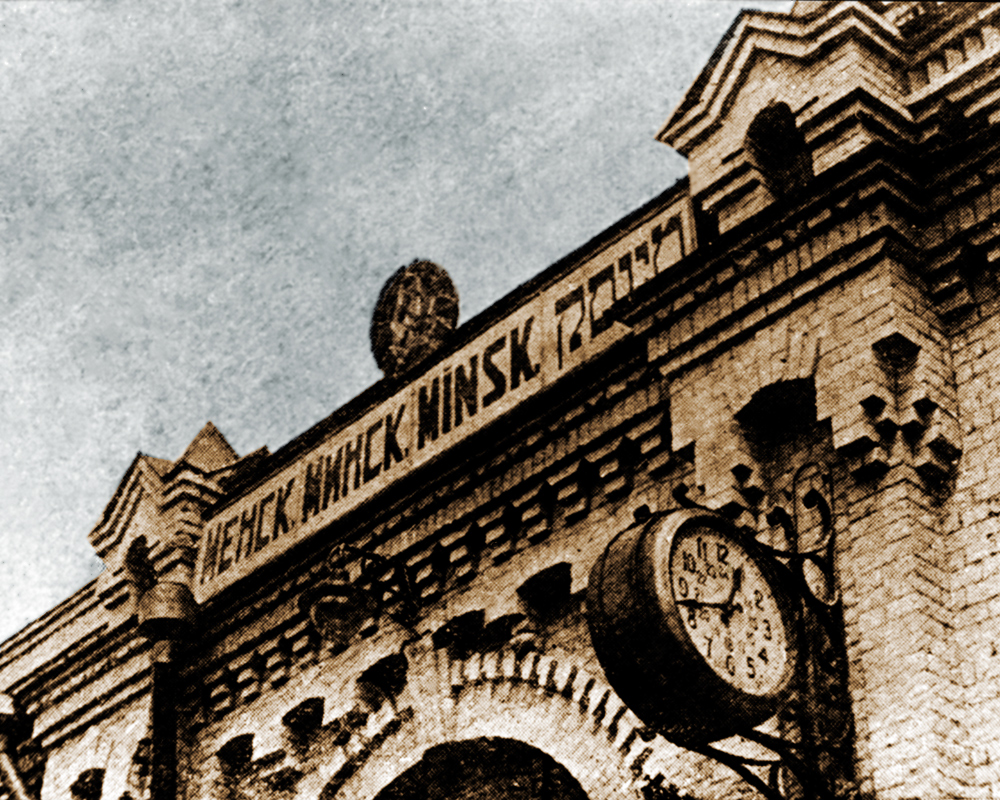
Estación de tren de Minsk (1926), con el nombre de la ciudad en bielorruso, ruso, polaco y hebreo (los cuatro idiomas oficiales de Bielorrusia de entreguerras).

### Segunda Guerra Mundial
Entre el 17 de septiembre y el 5 de octubre de 1939, el Ejército Rojo anexó Bielorrusia occidental, recuperando los territorios que habían sido ocupados por Polonia en 1921, y oficializando la incorporación de dichos territorios a la URSS el 2 de noviembre de 1939. Tras la incorporación de la República de Lituania a la URSS el 3 de agosto de 1940, la frontera moderna entre Bielorrusia y Lituania se estableció rápidamente de conformidad con el Decreto del Presidium del Soviet Supremo de la URSS del 6 de noviembre de 1940 "Sobre el establecimiento de la frontera entre la RSS de Bielorrusia y la RSS de Lituania", transfiriéndose a la RSS de Lituania las ciudades de Druskininkai, Sventsiany, así como Solechniki y las zonas rurales circundantes.  
Durante la Gran Guerra Patriótica, durante la cual estuvo ocupada por la Alemania nazi (1941-1944) y suplantada por el Reichskommissariat Ostland. La Alemania nazi impuso un régimen brutal, deportando a unas 380,000 personas para trabajos forzados y asesinando a cientos de miles de civiles, incluidos más de 800,000 judíos bielorrusos (aproximadamente el 90 por ciento de la población judía) durante el Holocausto. Al menos 5,295 asentamientos bielorrusos fueron destruidos por los alemanes y algunos o todos sus habitantes asesinados (de los 9.200 asentamientos que fueron quemados o destruidos de otra manera en Bielorrusia durante la Segunda Guerra Mundial). Más de 600 aldeas como Jatyn fueron totalmente aniquiladas. En total, más de 2.,000,000 de personas fueron asesinadas en Bielorrusia durante los tres años de ocupación alemana, casi una cuarta parte de la población de la región. En 1944, a consecuencia de la Operación Bagratión, Bielorrusia fue liberada de la ocupación alemana.  

### Tiempos de posguerra
Después de la guerra, la RSS de Bielorrusia formó parte de la Asamblea General de la ONU, junto con la Unión Soviética y la RSS de Ucrania, siendo una de las fundadoras de la ONU. 
En 1990 se aprobó la Ley “Sobre las lenguas en la República Socialista Soviética de Bielorrusia”, que otorgaba al bielorruso el estatus de única lengua estatal y al ruso el de “lengua de comunicación interétnica de los pueblos de la URSS”. El 27 de julio de 1990 se adoptó la Declaración sobre la Soberanía Estatal de la República de Belarús, que reconocía la supremacía de la Constitución de la RSBS y sus leyes. El 19 de septiembre de 1991, la República Socialista Soviética de Bielorrusia pasó a llamarse República de Bielorrusia. Después de esto, Bielorrusia permaneció como parte de la URSS durante unos tres meses más. El uso del nombre “República Socialista Soviética de Bielorrusia” y sus versiones abreviadas en formularios oficiales, sellos, timbres, etc. estuvo permitido durante 1991-1993. El 19 de septiembre de 1991, la república fue renombrada República de Bielorrusia, y permaneció en la Unión Soviética tres meses más, hasta su independencia, ocurrida tras la firma del Tratado de Belavezha junto a Rusia y Ucrania. La capital continuó siendo Minsk.

## Política
Al igual que en las demás repúblicas de la Unión Soviética, Bielorrusia tenía un gobierno en el marco de una república socialista de partido único gobernada por la rama regional del Partido Comunista de la Unión Soviética conocida como Partido Comunista de la República Socialista Soviética de Bielorrusia, dirigida por un Primer Secretario, y que tenía una importante presencia en todos los órganos de gobierno, política y sociedad. El poder legislativo consistía en el Sóviet Supremo, el cual era el parlamento unicameral de la república encabezada por un presidente, y con sede en el edificio del Sóviet Supremo en Minsk. El Presidente del Consejo de Ministros por otro lado dirigía al poder ejecutivo.

## Subdivisión administrativa
La RSS de Bielorrusia estaba dividida en 6 óblast (provincias) como se muestra en la tabla siguiente (datos del 1 de enero de 1970, fuente: Gran Enciclopedia Soviética (enlace roto disponible en Internet Archive; véase el historial, la primera versión y la última).).

### Óblasts
| Nombre              | Capital   | Superficie (miles de km²) | Población (miles de hab.) |
| ------------------- | --------- | ------------------------- | ------------------------- |
| Óblast de Brest     | Brest     | 32,3                      | 1.458                     |
| Óblast de Gómel     | Gómel     | 40,4                      | 1.674                     |
| Óblast de Grodno    | Grodno    | 25,0                      | 1.117                     |
| Óblast de Maguilov  | Maguilov  | 29,0                      | 3.199                     |
| Óblast de Minsk     | Minsk     | 40,8                      | 1.285                     |
| Óblast de Vítsiebsk | Vítsiebsk | 40,1                      | 1.413                     |

| Nombre                                                  | Capital                                                 | Superficie (miles de km²)                               | Población (miles de hab.)                               |
| Óblasts desaparecidos antes de la disolución de la URSS | Óblasts desaparecidos antes de la disolución de la URSS | Óblasts desaparecidos antes de la disolución de la URSS | Óblasts desaparecidos antes de la disolución de la URSS |
| ------------------------------------------------------- | ------------------------------------------------------- | ------------------------------------------------------- | ------------------------------------------------------- |
| Óblast de Baránovichi (1940-1954)                       | Baránovichi                                             | 13,7                                                    |                                                         |
| Óblast de Belostok (1939-1944)                          | Belostok                                                |                                                         |                                                         |
| Óblast de Bobruisk (1944-1954)                          | Bobruisk                                                | 19,7                                                    |                                                         |
| Óblast de Molodechno (1944-1960)                        | Molodechno                                              | 14,8                                                    |                                                         |
| Óblast de Pinsk (1944-1960)                             | Pinsk                                                   | 16,3                                                    | 533.6                                                   |
| Óblast de Polesia (1938-1954)                           | Mózyr                                                   | 26,0                                                    | 672.4                                                   |
| Óblast de Pólotsk (1944-1954)                           | Pólotsk                                                 | 17,8                                                    | 394.6                                                   |
| Óblast de Vileika (1944-1954)                           | Vileika                                                 | 14,5                                                    |                                                         |

### Óblasts autónomos
| Nombre                                                  | Capital                                                 | Superficie (miles de km²)                               | Población (miles de hab.)                               |
| Óblasts desaparecidos antes de la disolución de la URSS | Óblasts desaparecidos antes de la disolución de la URSS | Óblasts desaparecidos antes de la disolución de la URSS | Óblasts desaparecidos antes de la disolución de la URSS |
| ------------------------------------------------------- | ------------------------------------------------------- | ------------------------------------------------------- | ------------------------------------------------------- |
| Óblast Autónomo Polaco de Dzierzynszczyzna (1932-1935)  | Dziarzhynsk                                             |                                                         |                                                         |

## Economía

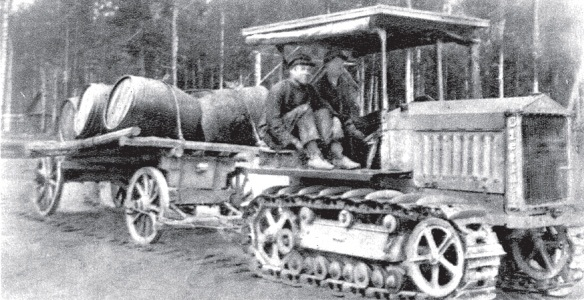
Transporte de carga en una granja estatal en 1930

Tras la guerra civil rusa, la agricultura y industria bielorrusa quedó completamente destruida. Tras la implementación de la NEP se permitió el capital privado y el mercado. Entre 1923-1924 fue un punto de inflexión de la industria bielorrusa, la cual comenzó a crecer rápidamente.
Entre 1924-1928 la producción industrial aumentó un 2,3% y se comenzaría crear algunas empresas privadas. Los salarios de los trabajadores y empleados también aumentarían.
En la agricultura se comenzarían a crear campañas de cooperativas y mecanización. Una gran cantidad de campesinos que recibieron sus tierras de los terratenientes se volverían parte de la clase media.[cita requerida]
En los años treinta, se haría una enorme campaña de industrialización y modernización en donde se crearían más de 1.400 empresas industriales, la producción industrial de Bielorrusia aumentaría el 23%.
En la agricultura se haría una colectivización masiva que haría que se compartiera el 93,4% de las fincas campesinas y el 96,2% de las áreas cultivadas.
En los años cuarenta de la posguerra se producirían más de 420 tractores, 4.000 toneladas de combustibles, materiales de construcción y maquinaria agrícola.
En los años cincuenta se crearían fábricas de automóviles, tractores, herramientas y alfombras en Minsk y Vítebsk. La producción industrial bruta aumento un 15%.
En los años sesenta se centraría en la industria química y petroquímica la cual creció casi 9 veces. La economía bielorrusa se centró en la eléctrica y convertiría a Bielorrusia en una de las repúblicas más prósperas dentro de la URSS. Dicho crecimiento mejoró la calidad de vida en la república.[cita requerida]
En la agricultura se fortaleció y entre 1960-1985 se aumentaría la producción de tractores, cosechadoras de grano, camiones y fertilizantes.

## Cultura

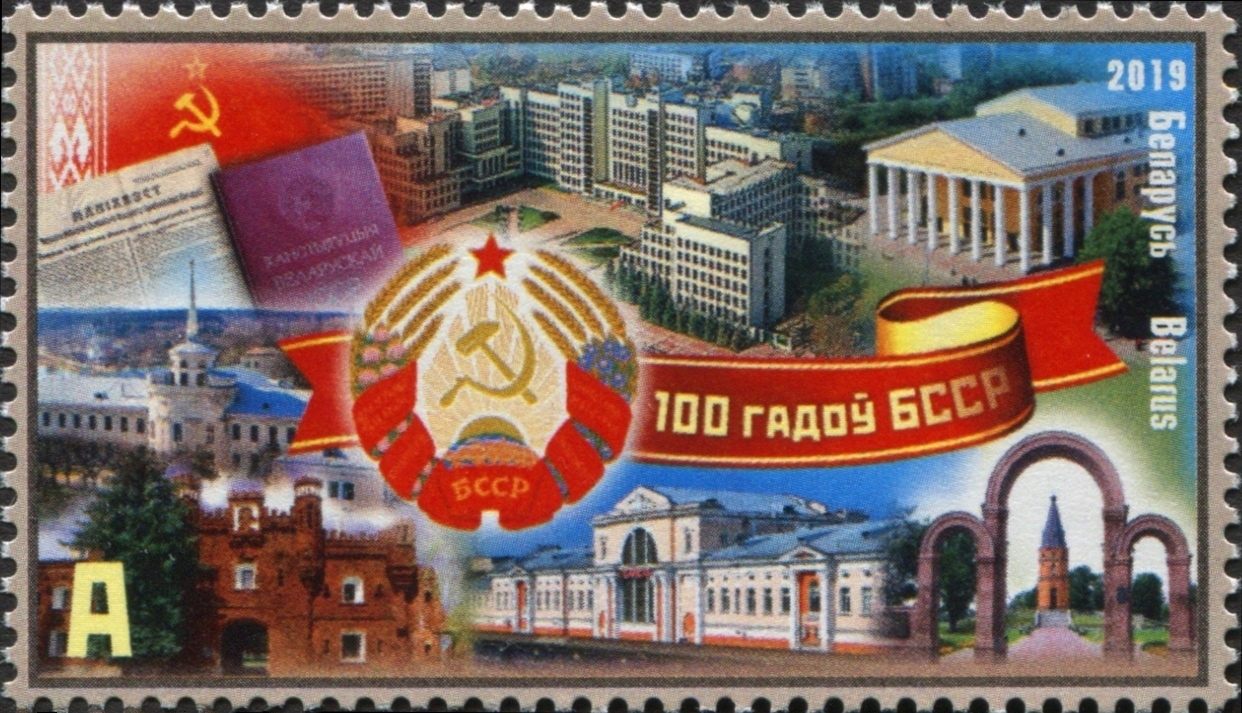
Sello bielorruso que conmemora los 100 años de la RSS de Bielorrusia

En los primeros años de la RSS de Bielorrusia se darían éxitos como una masiva campaña de alfabetización en toda la república, se reformó el sistema educativo, aumentaría el número de personal educativo, se comenzaría a utilizar el idioma bielorruso en la sociedad, se promocionarían la literatura y el arte de parte del estado, se desarrollaría la ciencia y se comenzarían a crear escuelas y universidades.
En los años noventa había más de 3.671.000 personas matriculadas en todas las áreas de educación. Existían más de 5429 escuelas de educación general, 147 escuelas secundarias y 33 escuelas de educación superior.
En los años cuarenta, las universidades formaron a más de 2.062.000 especialistas y la ciencia ha hecho progresos significativos. En 1960, se publicaron 1600 libros y folletos en toda la república, en 1985 más de 3400. Un factor negativo sería la disminución del idioma bielorruso y el aumento del ruso (cosa que se ve hasta la actualidad).

### Gastronomía
Mientras formaba parte de la Unión Soviética, la cocina bielorrusa consistía principalmente en verduras, carne (particularmente cerdo) y pan. Los alimentos generalmente se cocinan lentamente o estofados. Por lo general, los bielorrusos comen un desayuno ligero y dos comidas abundantes, siendo la cena la comida más abundante del día.

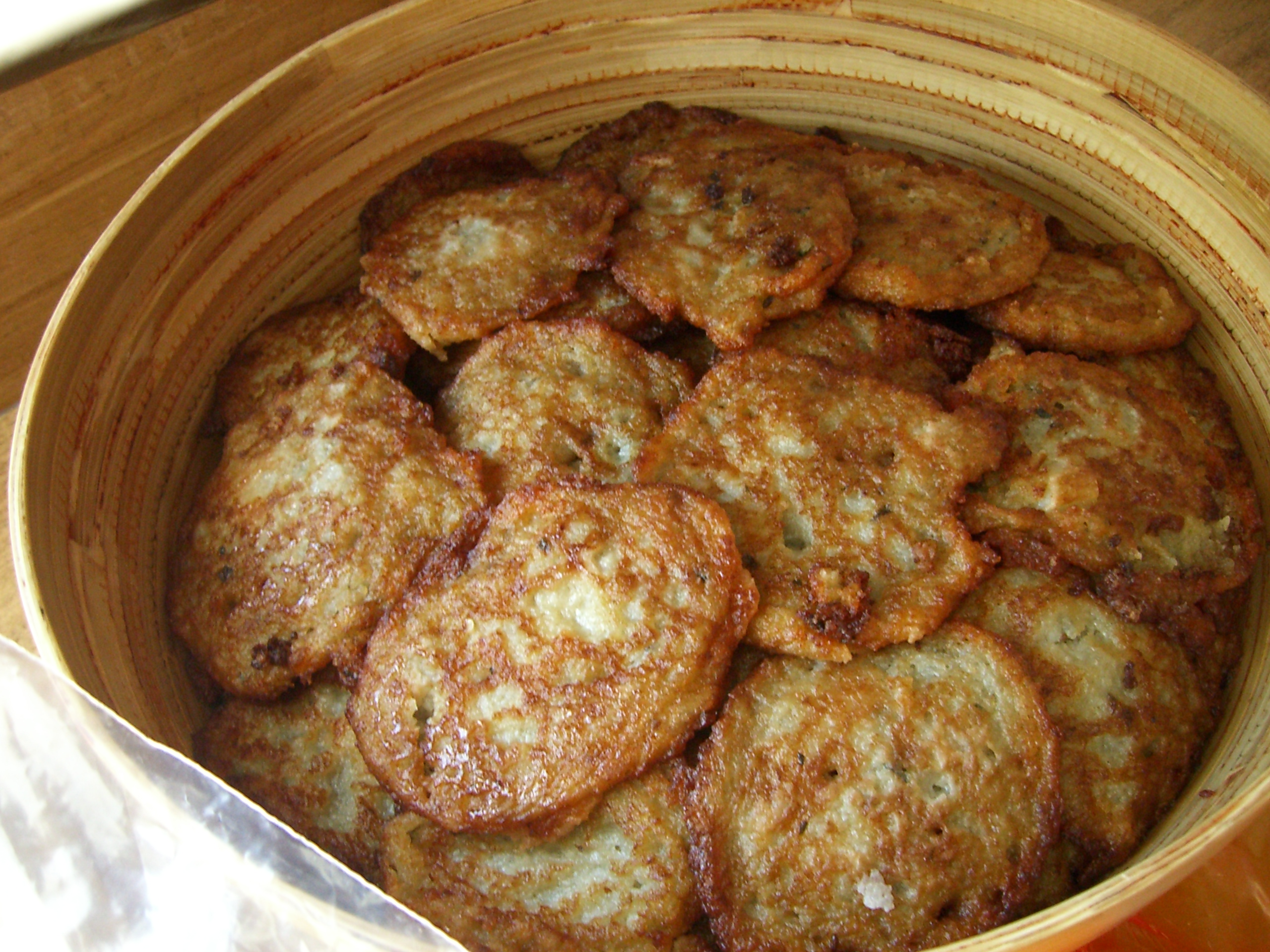
Un Draniki, plato tradicional.

Los panes de trigo y centeno se consumen en Bielorrusia, pero el centeno es más abundante porque las condiciones son demasiado duras para cultivar trigo. Muchos rasgos de la cocina de Bielorrusia se compartían con las de Rusia y Polonia.

## Demografía
La población en 1969 era de 8.897.000, y étnicamente estaba así distribuida:
- Bielorrusos - 81%
- Rusos - 8,2%
- Polacos - 6,7%
- Judíos - 1,9%
- Ucranianos - 1,7%
- otros - 0,5%

La república estaba en la zona oeste de la Unión Soviética y su capital era Minsk. Otras ciudades importantes eran Gómel, Brest, Grodno, Maguilov y Vítsiebsk.